# 相之木站
相之木站（日语：／ Ainoki eki */?）是隸屬於富山地方鐵道的鐵路車站，座落於富山縣上市町，是為第2代車站，第1代相之木站建於向上市站方向700米的位置，於1944年廢站，5年後再於本位置重新建站，現時為無人車站。

## 車站結構
現時採用簡易車站設計，並只於月台中央部份建有一座木製的有蓋候車亭，出入口亦設於候車亭旁，只提供樓梯上落，入口旁邊設有單車停泊處。沿狹窄的小路可通往富山縣道4號路面。
只設有側式月台1個，列車不能在此交換，全月台均以石塊及石版砌建而成。整個月台均為露天配置，有效長度為3輛。月台寬度只有1米，屬於較狹窄的配置。當不停站列車通過時應避免站在月台上。列車到站時，往上市方向為左側開門，往富山方向為右側開門。

### 月台配置
| 路線  | 方向 | 目的地                                       | 備註 |
| ----- | ---- | -------------------------------------------- | ---- |
| ■本線 | 上行 | 電鐵富山方向                                 |      |
| ■本線 | 下行 | 上市、中滑川、電鐵黑部、舌山、宇奈月溫泉方向 |      |

## 歷史
- 1931年9月1日：本站隨富山電氣鐵道泉站～上市口站間開業而開業，最初名為「經田站」，設置於向上市站方向約700米的位置。
- 1936年10月1日：隨魚津站～西三日市站開通，並在新路段間加設新的「經田站」，本站遂改稱為「相之木站」。
- 1943年1月1日：因應富山縣內所有私營鐵道公司合併，改為富山電氣鐵道的車站[3]。
- 1944年5月18日：第1代相之木站廢站。
- 1949年4月15日：重新設站相之木站，並於現在地開業（第1代相之木站大約位置於2013年12月26日起加設為「新相之木站」）。
- 1971年10月：本站及新宮川站曾被提出廢站，由於受當地居民反對，最終未有成事。

## 相鄰車站
富山地方鐵道
■本線
特急「宇奈月」、急行
通過
普通
越中泉（T09）－相之木（T10）－新相之木（T11）

## 外部連結
- 富山地方鐵道相之木站公式網頁。 （页面存档备份，存于）（日語）